# Castries (Hérault)
Castries – miejscowość i gmina we Francji, w regionie Oksytania, w departamencie Hérault.
Według danych na rok 1990 gminę zamieszkiwały 3992 osoby, a gęstość zaludnienia wynosiła 166 osób/km² (wśród 1545 gmin Langwedocji-Roussillon Castries plasuje się na 89. miejscu pod względem liczby ludności, natomiast pod względem powierzchni na miejscu 293.).